# Calyptraeidae
Calyptraeidae Lamarck, 1809 è una famiglia di gasteropodi marini di piccole e medie dimensioni, unica famiglia della superfamiglia Calyptraeoidea.
Questa famiglia include, tra le varie specie, Crepidula fornicata e  Calyptraea chinensis.

## Descrizione
Internamente, la conchiglia è caratterizzata da una struttura simile a una tazza o a una mezza tazza, utilizzata per l'attacco muscolare. Alcuni caliptreidi hanno gusci che assomigliano esternamente a quelli delle patelle.

## Riproduzione
I caliptreidi esibiscono un comportamento ermafrodita proterandrico. Questi animali possono formare degli ammassi caratterizzati un massimo di 25 individui, a volte indicati col nome di catena di accoppiamento. La lumaca di fondo è sempre di sesso femminile; la morte di questa induce un cambiamento di sesso degli esemplari maschili posti nello strato immediatamente superiore a quello della femmina.
Attraverso questo espediente la catena di accoppiamento non è mai interrotta e si ha continua sostituzione degli individui di sesso femminile al fondo.

## Tassonomia

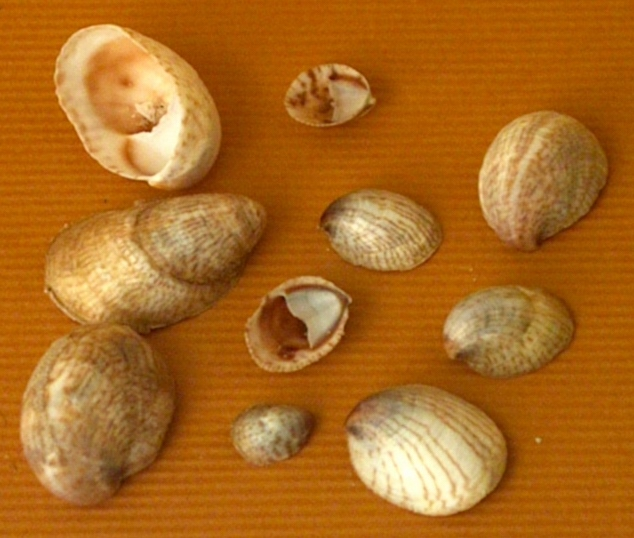
Crepidula fornicata

La famiglia Calyptraeidae comprende i seguenti generi:
- †Bicatillus Swainson, 1840
- Bostrycapulus Olsson & Harbison, 1953
- Calyptraea Lamarck, 1799
- Crepidula Lamarck, 1799
- Crepipatella Lesson, 1831
- Crucibulum Schumacher, 1817
- Desmaulus Rehder, 1943
- Ergaea H. Adams & A. Adams, 1854
- Grandicrepidula McLean, 1995
- Maoricrypta Finlay, 1926
- Sigapatella Lesson, 1930
- †Taimyroconus Guzhov, 2015
- Trochita Schumacher, 1817